# 骆承庠
骆承庠（1924年9月26日—2015年11月28日），男，浙江义乌人，中国畜产品加工专家，曾任东北农业大学教授、博士生导师。